# Abbaye de Condé
Notre-Dame de Condé est une ancienne abbaye sous l'invocation de la Sainte Vierge fondée vers 630, au confluent de l'Escaut et de la Haine. Elle était située sur le territoire de Condé-sur-l'Escaut, dans le département du Nord en France.

## Histoire
Vers 630, son premier fondateur serait saint Amand ou saint Wasnon et elle est richement dotée par les rois Dagobert II ou Sigebert III. Gérard de Roussillon, comte de Bourgogne, agrandit ensuite cette fondation et y construit le château de Condé, devenu le château de Nicolas d'Avesnes.
Vers 856, au temps du roi Charles le Chauve, les Normands s'établissent à l'emplacement de Notre-Dame de Condé, qu'ils ravagent et transforment en forteresse d'où ils partent piller toute la Gaule inférieure jusqu'à la mer, la Meuse, la Somme et la Lys.
Brunon, archevêque de Cologne, rétabli le monastère vers 960.
En 1249, Marguerite, comtesse de Flandre et de Hainaut, affranchit les serfs et serves de l'église Notre-Dame de Condé, notamment des droits de morte-main et de meilleur catel.
En 1793, la collégiale est détruite et à son emplacement se trouve l'actuelle place Verte.

## Prieurs et chanoines
- Jacques de Chaneil[6].
- Pierre Pantin (1556-1611) né à Thielt décédé à Bruxelles doyen de Sainte-Gudule de Bruxelles  puis prévôt Notre-Dame de Condé en 1593[7];

## Personnages liés à l'abbaye
- Josquin des Prés, (1450-1521) musicien, fut inhumé sous le jubé de Condé devant le maître-autel de Notre-Dame de Condé.
- Gilles de Quarouble (1531), chanoine de soignies, doyen et chanoine de Notre-dame de Condé y fut inhumé.
- Philibert-Emmanuel de Lalaing (1547-1593) épousa Anne de Croy mourut à Mons[8] des suites d'une blessure reçue au siège de Corbeil[9], il fut inhumé en la collégiale Notre-Dame de Condé[10]. Il était, seigneur de Condé et de Leuze, Chevalier de la Toison d'or, amiral de mer, gouverneur, capitaine - général et grand bailli de Hainaut en 1582, mort le 27 décembre 1593 à l'âge de 46 ans.